# Peter Wrolich
Peter Wrolich (Klagenfurt, 30 mei 1974) is een Oostenrijks voormalig wielrenner.
De in Klagenfurt geboren Wrolich werd pas op relatief late leeftijd, in 1999, prof. Hij ging toen bij het Duitse Team Gerolsteiner rijden. In 2009 tekende hij een contract bij de Team Milram-ploeg. Wrolich kan behoorlijk sprinten, maar legt het vaak af tegen de echte specialisten op dat onderdeel en moet zich daarom tevreden stellen met ereplaatsen en zeges in kleinere wedstrijden. Op zijn palmares staan etappezeges in de Ronde van de Toekomst (1999), de Uniqa Classic (2000), de Ronde van Saksen (2002) en de Ronde van Georgia (2005). Ook won Wrolich de Herald Sun Tour in 2001, Rund um Köln in 2002 en Rund um die Hainleite in 2004.
In november 2010 werd bekend Wrolich een punt zette achter zijn loopbaan. Hij kondigde aan wel actief te blijven binnen het wielrennen.

## Belangrijkste overwinningen
2001
- Eindklassement Herald Sun Tour

2002
- Rund um Köln
- 6e etappe Ronde van Saksen

2004
- Rund um die Hainleite-Erfurt

2005
- 2e etappe Ronde van Georgia

## Resultaten in voornaamste wedstrijden
| Jaar | Ronde van Italië | Ronde van Frankrijk | Ronde van Spanje |
| ---- | ---------------- | ------------------- | ---------------- |
| 1999 |                  |                     |                  |
| 2001 |                  |                     |                  |
| 2002 | 82e              |                     |                  |
| 2004 |                  | 113e                |                  |
| 2005 |                  | 146e                |                  |
| 2006 |                  | 134e                |                  |
| 2007 |                  | 133e                |                  |
| 2008 |                  |                     |                  |
| 2009 |                  | opgave              |                  |
| 2010 |                  |                     |                  |

| Jaar | Milaan-San Remo | Gent-Wevelgem | Ronde van Vlaanderen | Parijs-Roubaix | Amstel Gold Race | Luik-Bast.‑Luik | Cyclassics Hamburg | Waalse Pijl |  | WK op de weg |  | Wereldranglijsten |
| ---- | --------------- | ------------- | -------------------- | -------------- | ---------------- | --------------- | ------------------ | ----------- |  | ------------ |  | ----------------- |
| 1999 |                 |               |                      |                |                  |                 | 18e                |             |  |              |  |                   |
| 2001 |                 |               |                      |                |                  |                 | 19e                |             |  |              |  |                   |
| 2002 |                 |               | 19e                  |                | 59e              |                 | 61e                |             |  |              |  |                   |
| 2004 | 33e             |               | 102e                 |                | 82e              |                 |                    |             |  |              |  |                   |
| 2005 | 25e             |               | 58e                  | 64e            |                  |                 |                    |             |  | 70e          |  | 103e (UPT)        |
| 2006 |                 | 77e           | 57e                  | 78e            |                  |                 |                    |             |  |              |  | 206e (UPT)        |
| 2007 | 129e            | 21e           |                      | 49e            |                  |                 | 9e                 | 106e        |  |              |  | 179e (UPT)        |
| 2008 | 128e            | 12e           | 44e                  | 65e            |                  |                 | 6e                 | 94e         |  |              |  | 74e (UPT)         |
| 2009 | 153e            |               |                      |                |                  |                 |                    |             |  |              |  |                   |
| 2010 |                 |               |                      |                |                  | 119e            | 14e                |             |  |              |  |                   |

## Ploegen
- 1999 - Team Gerolsteiner
- 2000 - Team Gerolsteiner
- 2001 - Team Gerolsteiner
- 2002 - Team Gerolsteiner
- 2003 - Team Gerolsteiner
- 2004 - Team Gerolsteiner
- 2005 - Team Gerolsteiner
- 2006 - Team Gerolsteiner
- 2007 - Team Gerolsteiner
- 2008 - Team Gerolsteiner
- 2009 - Team Milram
- 2010 - Team Milram

Wielerploegen van Peter Wrolich
Branko ·
De Meester ·
Gritsoen ·
Haas ·
Haselbacher ·
Henrix · 
Ludewig ·  
McGrory ·
Mühlbacher · 
Ordowski ·
Peschel ·
Rich · 
Sauerborn ·
Teutenberg · 
Sjantir ·
Walzer ·
Trampusch (stagiair) ·
Wrolich (stagiair) 
Branko ·
Gaute Hølestøl ·
Gritsoen ·
Hardter ·
Haselbacher ·
McGrory ·
Mühlbacher · 
Ordowski ·
Peschel ·
Pollack ·  
Rich · 
Sauerborn ·
Schmidt ·
Steinhauser · 
Teutenberg · 
Walzer ·
Wrolich
Hardter ·
Haselbacher ·
Hempel ·
van Kessel ·
Morini ·
Mühlbacher · 
Ordowski ·
Peschel ·
Pollack ·  
Rich · 
Ruškys ·
Sauerborn ·
Schmidt ·
Scholz ·
Steinhauser · 
Strauss ·
Totschnig ·
Weigold · 
Wrolich
Betz ·
Contrini ·
Faresin ·
Hardter ·
Haselbacher ·
Lang ·
Larsen · 
Morini ·
Ordowski ·
Peschel ·
Pollack ·  
Rastelli ·
Rebellin ·
Rich · 
Ruškys ·
Schmidt ·
Scholz ·
Steinhauser · 
Strauss ·
Totschnig ·
Wegmann ·
Weigold · 
Wrolich ·
Krauß (stagiair) 
Bölts ·
Contrini ·
Faresin ·
Förster ·
Hardter ·
Haselbacher ·
Krauß ·
Lang ·
Nitsche · 
Ordowski ·
Peschel ·
Pollack ·  
Rastelli ·
Rebellin ·
Rich · 
Schmidt ·
Scholz · 
Strauss ·
Totschnig ·
Trampusch ·
Wegmann ·
Weigold · 
Wrolich ·
Zberg ·
Russ (stagiair)
Faresin ·
Förster ·
Fothen ·
Hardter ·
Haselbacher ·
Hondo ·
Krauß ·
Lang ·
Montgomery ·
Ordowski ·
Peschel ·
Pollack ·  
Rebellin ·
Rich · 
Schmidt ·
Scholz · 
Serpellini ·
Strauss ·
Totschnig ·
Wegmann ·
Wrolich ·
B. Zberg ·
M. Zberg ·
Ziegler ·
Russ (stagiair)
Förster ·
Fothen ·
Haselbacher ·
Høj ·
Hondo (tot 14/04) ·
Krauß ·
Lang ·
Leipheimer ·  
Moletta ·  
Montgomery ·
Ordowski ·
Peschel ·
Rebellin ·
Rich · 
Russ ·  
Schmidt ·
Scholz · 
Serpellini ·
Strauss ·
Totschnig ·
Wegmann ·
Wrolich ·
B. Zberg ·
M. Zberg ·
Ziegler ·
Haussler (stagiair) ·
Martin (stagiair) ·
Meschenmoser (stagiair) ·
Muck (stagiair) 
Förster ·
M. Fothen ·
T. Fothen ·
Haselbacher ·
Haussler ·
Hiekmann ·
Høj ·
Kopp ·
Krauß ·
Lang ·
Leipheimer ·  
Moletta ·  
Montgomery ·
Ordowski ·
Rebellin ·
Rich · 
Russ ·  
Scholz · 
Schumacher · 
Strauss ·
Totschnig ·
Wegmann ·
Wrolich ·
B. Zberg ·
M. Zberg ·
Fröhlinger (stagiair) ·
Keinath (stagiair) 
Förster ·
M. Fothen ·
T. Fothen ·
Fröhlinger ·
Gatto ·
Haussler ·
Hiekmann ·
Klinger ·
Kohl ·
Kopp ·
Krauß ·
Lang ·
Moletta ·  
Ordowski ·
Rebellin ·
Russ ·  
Scholz · 
Schumacher · 
Stamsnijder · 
Strauss ·
Wegmann ·
Westphal ·
Wrolich ·
Zaugg ·
B. Zberg ·
M. Zberg ·
Frank (stagiair) ·
Wagner (stagiair) 
De Bonis ·
Förster ·
M. Fothen ·
T. Fothen ·
Frank ·
Fröhlinger ·
Gatto ·
Haussler ·
Klinger ·
Kohl ·
Krauß ·
Lang ·
Moletta ·  
Ordowski ·
Rebellin ·
Russ ·  
Scholz · 
Schreck ·
Schumacher · 
Stamsnijder · 
Wegmann ·
Westphal ·
Wrolich ·
Zaugg ·
Zberg
Barla ·
Ciolek ·  
Eichler ·
Förster ·
M. Fothen ·
T. Fothen ·
Fröhlinger ·
Gajek ·
Gerdemann ·
Knaven ·
Knees ·
Kux ·
Müller ·
Roels ·
Rohregger ·
Russ ·
Scholz ·
Schröder ·
Stroetinga ·
Terpstra ·
M. Velits ·
P. Velits ·
Voss ·
Wegmann ·
Wrolich
Caruso (tot 30/06) ·
Ciolek ·
De Vocht ·  
Eichler ·
Förster ·
M. Fothen ·
T. Fothen ·
Fröhlinger ·
Gajek ·
Gerdemann ·
Kluge ·
Knaven (tot 15/08) ·
Knees ·
Nerz ·
Roberts ·
Roels ·
Rohregger ·
Russ ·
Schröder ·
Sentjens (tot 31/08) ·
Stroetinga ·
Terpstra ·
Voss ·
Wegmann ·
Wrolich ·
Schäfer (stagiair) ·
Weicht (stagiair)